# Équipe cycliste Biesse-Carrera-Premac
L'équipe cycliste Biesse-Carrera-Premac est une équipe cycliste italienne, ayant le statut d'équipe continentale.

## Principales victoires

### Courses d'un jour
- Trofeo Alcide Degasperi : 2018 (Simone Ravanelli)
- Grand Prix de Poggiana : 2019 (Riccardo Ciuccarelli)
- Trofeo Piva : 2023 (Giacomo Villa)
- Trophée de la ville de San Vendemiano : 2023 (Anders Foldager)
- Gran Premio della Liberazione : 2024 (Davide Donati)
- Gran Premio Industrie del Marmo : 2024 (Tommaso Dati)

### Courses par étapes
- Tour du Frioul-Vénétie julienne : 2023 (Francesco Galimberti)

## Classements UCI
L'équipe participe aux épreuves des circuits continentaux et en particulier de l'UCI Europe Tour. Les tableaux ci-dessous présentent les classements de l'équipe sur les différents circuits, ainsi que son meilleur coureur au classement individuel.
UCI Europe Tour
| UCI Europe Tour | UCI Europe Tour        | UCI Europe Tour                           | UCI Europe Tour |
| Année           | Classement par équipes | Meilleur coureur au classement individuel |                 |
| --------------- | ---------------------- | ----------------------------------------- | --------------- |
| 2018            | 75e                    | Simone Ravanelli (383e)                   |                 |
| 2019            | 77e                    | Simone Ravanelli (421e)                   |                 |
| 2020            | 63e                    | Kevin Colleoni (430e)                     |                 |
| 2022            | 58e                    | Andrea Garosio (484e)                     |                 |
| 2023            | 47e                    | -                                         |                 |
|                 |                        |                                           |                 |
| Source : UCI    |                        |                                           |                 |

L'équipe est également classée au Classement mondial UCI qui prend en compte toutes les épreuves UCI et concerne toutes les équipes UCI.
| Classement mondial | Classement mondial     | Classement mondial                        | Classement mondial |
| Année              | Classement par équipes | Meilleur coureur au classement individuel |                    |
| ------------------ | ---------------------- | ----------------------------------------- | ------------------ |
| 2018               | -                      | Simone Ravanelli (636e)                   |                    |
| 2019               | 135e                   | Simone Ravanelli (556e)                   |                    |
| 2020               | 98e                    | Kevin Colleoni (527e)                     |                    |
| 2021               | -                      | Riccardo Ciuccarelli (1075e)              |                    |
| 2022               | 101e                   | Andrea Garosio (625e)                     |                    |
| 2023               | 84e                    | Anders Foldager (519e)                    |                    |
| 2024               | 121e                   | Davide Donati (910e)                      |                    |
|                    |                        |                                           |                    |
| Source : UCI       |                        |                                           |                    |

## Biesse-Carrera-Premac en 2025
Effectif
| Effectif 2025            | Effectif 2025     | Effectif 2025 | Effectif 2025                 |
| Cycliste                 | Date de naissance | Pays          | Équipe précédente             |
| ------------------------ | ----------------- | ------------- | ----------------------------- |
| Filippo Agostinacchio    | 26 avril 2003     | Italie        | Beltrami TSA-Tre Colli (2024) |
| Nicolò Arrighetti        | 23 décembre 2004  | Italie        |                               |
| Gabriele Bessega         | 18 février 2004   | Italie        |                               |
| Tommasso Bessega         | 18 février 2004   | Italie        |                               |
| Michele Bicelli          | 11 juin 2006      | Italie        |                               |
| Tommaso Dati             | 13 juillet 2002   | Italie        |                               |
| Andrea Donati            | 19 septembre 2006 | Italie        |                               |
| Andrea Godizzi           | 2 janvier 2006    | Italie        |                               |
| Etienne Grimod           | 25 novembre 2005  | Italie        |                               |
| Filip Gruszczyński       | 13 février 2005   | Pologne       |                               |
| Federico Iacomoni        | 18 juillet 2002   | Italie        | Zalf Euromobil Fior (2024)    |
| Alessandro Milesi        | 3 octobre 2006    | Italie        |                               |
| Davide Quadriglia        | 23 mai 2006       | Italie        |                               |
| Nicola Rossi             | 15 janvier 2003   | Italie        | Beltrami TSA-Tre Colli (2024) |
| Cristian Sanfilippo      | 27 février 2006   | Italie        |                               |
|                          |                   |               |                               |
| Source : ProCyclingStats |                   |               |                               |

Victoires
| Victoires | Victoires | Victoires | Victoires | Victoires | Victoires |
| Date      | Course    | Pays      | Classe    | Vainqueur |           |
| --------- | --------- | --------- | --------- | --------- | --------- |